# 格倫鎮區 (北達科他州拉穆爾縣)
格倫鎮區（英語：Glen Township）是位於美國北達科他州拉穆爾縣的一個鎮區。

## 地方資料
格倫鎮區的面積為91.62平方千米，當中陸地面積為88.07平方千米，而水域面積為3.55平方千米。根據2020年美國人口普查的數據，當地共有人口18人，而人口密度為每平方千米0.2人。